# EPIC 207739861
EPIC 207739861 — одиночная звезда в созвездии Близнецов на расстоянии (вычисленном из значения параллакса) приблизительно 11305 световых лет (около 3466 парсек) от Солнца. Видимая звёздная величина звезды — +16,45m.

## Характеристики
EPIC 207739861 — жёлтый карлик спектрального класса G. Масса — около 0,94 солнечной, радиус — около 0,92 солнечного. Эффективная температура — около 5614 K.

## Планетная система
В 2016 году командой астрономов, работающих с фотометрическими данными в рамках проекта Kepler-K2, было объявлено об открытии кандидата в планеты EPIC 207739861.01.